# Carl Louis Oertel
Carl Louis Oertel (auch: Karl Louis Oertel und Louis Oertel; * 21. Juni 1825 in Lützen; † 27. Februar 1892 in Hannover) war ein deutscher Militär-Musikdirektor, Kammermusiker, Unternehmensgründer und Musikverleger.

## Leben
Geboren 1825 in der preußischen Stadt Lützen, gelangte Louis Oertel später in die Dienste des Königs von Hannover, zuletzt unter Georg V., und wurde Musikdirektor des Hannoverschen Garde-Jäger-Bataillons, deren Kaserne in der Residenzstadt am Waterlooplatz in Sichtweite des Leineschlosses lag.
Am 17. Juni 1851 heiratete Oertel in Mühlhausen seine Anna, geborene Eisenhardt. Im Folgejahr trat Oertel zum 1. September 1852 am Königlich Hannoverschen Hoftheater die neu geschaffene Stelle als Hornist an. Diese Stellung wurde nur durch eine außer-Dienst-Stellung vom 1. Juli 1854 bis zum 31. Dezember desselben Jahres unterbrochen. Im Anschluss arbeitete Oertel bis zu seinem Ruhestand 1882 nur noch mit seiner Viola am Hoftheater.
Als im Jahr 1866 nach der Schlacht bei Langensalza Preußen das Königreich Hannover annektierte, gründete der mit reichen „[...] Erfahrungen auf dem Spezialgebiet der Militärmusik“ ausgestattete Louis Oertel im selben Jahr unter seinem Namen den Louis Oertel, Musikverlag.
Noch immer arbeitete Louis Oertel zudem noch am Hoftheater zu Hannover, ab dem 1. Juli 1867 nun unter Preußen als Königlicher Kammermusiker, wo er mit seiner Violine an Aufführungen bis zu seinem Ruhestand am 31. Dezember 1882 teilnahm.
Als Unternehmer bot Louis Oertel parallel dazu bald erstmals mittels Subskription verschiedenen Musikkapellen sogenannte „Programm-Abonnements“: Oertels zum Teil eigene Bearbeitungen standen so urschriftlich zur Abschrift für die einzelnen Kapellen-Musiker zur Verfügung, für die der Verlag auf diese Weise Entgelte erhielt. Dies wird als „[...] die Anfänge der AFMA (Anstalt für musikalische Aufführungsrechte) - später GEMA“ angesehen. Oertels Werke fanden in ganz Deutschland sowie international Absatz.
In der Gründerzeit des Deutschen Kaiserreichs trat Oertels ebenfalls „[...] musikalisch hervorragend vorgebildeter Sohn Leo Oertel“ 1876 in den Verlag ein. Ab 1880 wurde im Adressbuch der Stadt Hannover die Karl Oertel, Musikalienhandlung und Verlagsgeschäft mit Notendruckerei als letzte in Hannover der ehemals mehreren Notendruckereien und -stechereien geführt. Unter der Führung des Verlagshauses in der Hinüberstraße 16 durch Leo Oertel bis zum 60-jährigen Firmenjubiläum 1926 konnte das Unternehmen mehr als 7000 Verlagswerke anbieten. Im selben Jahr übernahm der Enkel des Firmengründers, „[...] Dr. Oskar Oertel“, die Leitung des Unternehmens.